# Muleque Té Doido: Mais Doido Ainda
Muleque Té Doido! Mais Doido Ainda! é um longa metragem brasileiro de comédia dirigido pelo cineasta e músico, Erlanes Duarte. É o terceiro filme da franquia "Muleque Té Doido", seguindo a continuação do último filme que ficou pendente. Foi lançado em 24 de janeiro de 2019, com um trabalho mais bem feito, aperfeiçoando ainda mais os efeitos especiais, detalhes gráficos, imagens aéreas eanimações. Mesmo com uma equipe maior na produção do longa, ele não superou o filme anterior na bilheteria, teve 21.013 entradas nos cinemas de São Luís, Belém, e outras cidades.

## Sinopse
Guida, Nikima, Erlanes e Sorriso precisam correr contra o tempo para salvar Luna, a filha do povo da lua. Luna vai ser sacrificada para reviver o Rei Dom Sebastião e libertá-lo da maldição que o transformou em um grande Touro Negro e encantado com uma estrela dourada em sua testa. Se a ressurreição acontecer, a Ilha de São Luís afundará  para sempre.

## Distribuição
O filme distribuído pela Raça Ruim Filmes, que por a caso o nome da banda de Erlanes é "Raça Ruim". Foi exibido nos cinemas de São Luís, Imperatriz, Belém e Ananindeua. Tendo um enorme público, chegando a lotar várias salas de cinema.

## Elenco
| Ator/Atriz     | Personagem          |
| -------------- | ------------------- |
| Erlanes Duarte | Erlanes             |
| Júnior André   | Guida               |
| Nikima El Mago | Nikima              |
| Marcos Santos  | Sorriso             |
| Jorge Smith    | Daniel de La Touche |

## Participações Especiais
Nesse terceiro filme, houve participações especiais. Como a Companhia de Teatro Imperatrizense Okazajo, do Youtuber Romeu Silva, a Mini-comediante do Maranhão, Laryssa Mourão; Fátima de Franco, que viveu a lendária Ana Jansen. E entre outras.

## Produção

### Gravações
As filmagens começaram em maio de 2018 e foram finalizadas em julho do mesmo ano. Tendo assim, 2 meses de gravações do longa. Durante todo esse período, foram divulgadas as fotos de bastidores do filme, pelas redes sociais, da franquia, e dos atores. Deixando todos os fans interagindo e acompanhando o processo.